# Radiësthesie
Radiësthesie is een begrip uit de new age en alternatieve geneeswijzen en betekent het werken met 'straling' die een gevoelig persoon beweert te kunnen voelen met zijn of haar lichaam. In oudere werken wordt vaak gesproken over radio-aesthesie, wat later werd samengetrokken tot radiësthesie. Het begrip straal wordt in de radiësthesie niet gebruikt in dezelfde zin als in de fysica.
Radiësthesisten spreken vaak van afstemstraal, horizontale straal, en dergelijke. Vaak bedoelen zij dit figuurlijk. Het is dan een imaginaire straal die enkel bedoeld is om zich beter op de opsporing te kunnen concentreren. Meestal werkt deze persoon met een pendel of wichelroede. In new age en alternatieve geneeswijzen wordt dikwijls met radiësthesie gewerkt. 

Wetenschappelijk bewijs voor deze 'straling' is niet te vinden, en radiësthesie wordt dan ook als een pseudowetenschap gezien. De wetenschapper zoekt hier immers naar een straal in de klassieke betekenis van het woord.
Zie ook:
- pendelen (parapsychologie)
- biogeometrie
- piramidologie
- leylijn